# Milton Damerel
Milton Damerel är en ort och civil parish i Storbritannien.   Den ligger i grevskapet Devon och riksdelen England, i den södra delen av landet, 300 km väster om huvudstaden London. Milton Damerel ligger 145 meter över havet och antalet invånare är 450.
Terrängen runt Milton Damerel är platt. Runt Milton Damerel är det ganska tätbefolkat, med 62 invånare per kvadratkilometer. Närmaste större samhälle är Bideford, 17,2 km norr om Milton Damerel. Trakten runt Milton Damerel består i huvudsak av gräsmarker.